# 阿尔图尔·莫伦海姆
阿尔图尔·帕夫洛维奇·莫伦海姆男爵（俄语：Артур Павлович Моренгейм，1824年6月8日—1906年10月19日），是俄罗斯帝国时期的贵族、外交官。莫伦海姆男爵在1845年进入外交部，曾陆续派驻奥地利与普鲁士使馆供职。1867年，他被任命为驻丹麦公使，1882年晋升为驻英国大使。其后于1884年迁任驻法国大使，他在驻法任内致力于协助法俄同盟的缔结。